# فارسی گرگانی
فارسی گرگانی گویشی از زبان فارسی می‌باشد که تحت تأثیر زبان تبری قرار دارد و زیر مجموعه گویش‌های فارسی-تبری(Perso-Tabaric Dialects) قرار می‌گیرد و در نواحی شرقی شهرستان گرگان گویش می‌شود. این گویش از غرب با گویش طبری گرگانی و از شرق با طبری کتولی و از جنوب با گویش زیارتی و از شمال با زبان ترکمنی همسایه می‌باشد. گویش فارسی گرگانی در واژگان تحت تأثیر زبان طبری می‌باشد و در صرف افعال تحت تأثیر گویش خراسانی می‌باشد. این گویش در برخی محلات همچون تقی‌آباد و تَقَرتَپه حتی در فعل نیز تحت تأثیر زبان طبری می‌باشد و این تأثیر به این دلیل هست که این گویش همچون یک جزیره کوچک از غرب و جنوب و شرق توسط زبان طبری احاطه شده است. به گفته حبیب برجیان مرز دقیق گویش طبری و فارسی در شهر گرگان مشخص نیست و هر دو زبان در این شهر گویش می‌شود ولیکن به‌طور سنتی اکثر محلات غربی به زبان طبری و اکثر محلات شرقی به زبان فارسی گویش می‌کنند و در نیمه شرقی به مرکزیت نوده ملک به گویش کتولی صحبت می‌شود. گویش فارسی گرگانی با گویش استرآبادی که تا قرن هفدهم توسط بومیان گرگان گویش می‌شده است متفاوت است و گویش استرآبادی با زبان مازندرانی نزدیکی داشته است. محمد بن احمد شمس‌الدین المقدسی جغرافی‌دان قرن چهارم هجری در کتاب احسن التقاسیم فی معرفة الاقالیم آورده است: لِسانٌ قومِس و جُرجان مُتَقارِبانِ یَستَمِعونَ اِلها یَقولونَ هاده و هاکِن و لهٌ حَلاوَةٌ و لِسانُ اَهلِ طبرستانَ مُقارِبٌ لَها الّی فی عَجَلِهِ یعنی زبان کومش و گرگان بهم نزدیک است و می‌گویند هاده و هاکِن [«بِده» و «بِکُن»] و آن را حلاوتیست و زبان مردم طبرستان بدانها نزدیک است تفاوت ندارد مگر در شتاب. دانشنامه ایرانیکا گویش گرگانی قدیم را گویشی از زبان طبری یا گویشی بسیار نزدیک به آن می‌داند. این گویش هم‌اکنون منقرض شده است. این گویش قرابت بسیاری با زبان مازندرانی و گویش‌های سمنانی داشته است.لغت‌نامه دهخدا نیز گویش قدیم گرگانی را جزوی از زبان تبری و گویش‌های سمنانی دانسته و تصریح کرده است که هنوز هم در گرگان و روستاهای اطراف گرگان گویشوران زبان طبری زندگی می‌کنند. به گفته دکتر میر دهقان گویش گرگانی زیرمجموعه زبان مازندرانی می‌باشد و زبان مازندرانی به سه گویش غربی، مرکزی و شرقی تقسیم می‌شود.

## گویش گرگان
مردم بومی شهرستان گرگان به چهار گویش طبری گرگانی، فارسی گرگانی، گویش زیارتی و گویش کتولی صحبت می‌کنند که سه گویش طبری گرگانی، گویش کتولی و گویش زیارتی زیرمجموعه زبان مازندرانی می‌باشد و گویش فارسی گرگانی زیر مجموعه گویش‌های فارسی-طبری می‌باشد که تحت تأثیر زبان طبری قرار دارد.
1. طبری گرگانی: این گویش در نواحی غربی گرگان صحبت می‌شود.[۱۰]
2. فارسی گرگانی: این گویش در نواحی شرقی گرگان صحبت می‌شود.[۱۱]
3. گویش زیارتی: این گویش در نواحی جنوبی گرگان صحبت می‌شود.[۱۲]
4. گویش کتولی: این گویش در نیمه شرقی گرگان به مرکزیت نوده ملک صحبت می‌شود.[۱۳]

## دستور زبان

### ضمایر
در گویش فارسی گرگان ضمیر سه حالت دارد: فاعلی، مفعولی و ملکی. (نمونه زیر براساس گویش شرق گرگان تنظیم شده است)
| ضمیر              | ۱ مفرد | ۲ مفرد | ۳ مفرد | ۱ جمع | ۲ جمع  | ۳ جمع |
| ----------------- | ------ | ------ | ------ | ----- | ------ | ----- |
| فاعلی، شرق گرگان  | man    | tu     | u      | mâ    | šomâ   | unâ   |
| مفعولی، شرق گرگان | manre  | tore   | ure    | mâre  | šomare | unâre |
| ملکی، شرق گرگان   | em     | et     | eš     | emân  | etân   | ešan  |

### صرف فعل
در جدول زیر فعل رفتن (reften) بر اساس گویش فارسی شرق گرگان در زمان‌های مختلف صرف می‌شود. (نمونه زیر براساس گویش شرق گرگان تنظیم شده است)
| زمان/شخص           | ۱ مفرد          | ۲ مفرد        | ۳ مفرد      | ۱ جمع           | ۲ جمع           | ۳ جمع           |
| ------------------ | --------------- | ------------- | ----------- | --------------- | --------------- | --------------- |
| گذشته ساده         | reftem          | refti         | reft        | reftim          | reftin          | reften          |
| گذشته کامل         | refte-bodem     | refte-bodi    | refte-bodem | refte-bodim     | refte-bodin     | refte-boden     |
| گذشته استمراری     | mereftem        | merefti       | mereft      | merftim         | mereftin        | mereften        |
| گذشته در حال انجام | dâštem mereftem | dâšti merefti | dâšt mereft | dâštim mereftim | dâštin mereftin | dâštan mereften |
| حال ساده/آینده     | merem           | meri          | mere        | merim           | merin           | meren           |
| حال در حال انجام   | dârem-merem     | dâri-meri     | dâre-mere   | dârim-merim     | dârin-merin     | dâren-meren     |
| حال التزامی        | berem           | beri          | bere        | berim           | berin           | beren           |
| آینده              | mexâm berem     | mexây beri    | mexâd bere  | mexâym berim    | mexâyn berin    | mexân beren     |

### جملات
برخی جملات فارسی گرگانی شرق گرگان و مقایسه آن با طبری گرگانی غرب گرگان و فارسی:
| فارسی معیار                            | گویش فارسی گرگان                        | گویش طبری گرگان                          |
| -------------------------------------- | --------------------------------------- | ---------------------------------------- |
| دختر می‌خواهی بگیری مادرش را نگاه کن    | doxter mexây begiri be mâr-eš negâh kon | kijâ xâni bairi vene mâr re hâreš        |
| امشب نمی‌توانم قدم بزنم                 | emšo jijo nemetânem bezenem             | emšo jijo natumbe bazenem                |
| عروس ماه را می‌ماند داماد شاه را می‌ماند | ârus be mâh memâne dâmâd be šâh memâne  | ârus mâh re mondene dâmâd šâh re mondene |

### واژگان
شماری از واژه‌های فارسی گرگانی (شرق گرگان) و مقایسه آن با گویش طبری گرگانی (غرب گرگان) و فارسی:
| فارسی گرگانی (شرق گرگان) | طبری گرگانی (غرب گرگان) | فارسی معیار |
| ------------------------ | ----------------------- | ----------- |
| peser                    | peser/rikâ              | پسر         |
| deter/doxter             | deter/kijâ              | دختر        |
| piyer                    | piyer                   | پدر         |
| mâr                      | mâr                     | مادر        |
| berâr                    | berâr                   | برادر       |
| jijo/sâb                 | jijo/sâb                | قدم         |
| pâpelu                   | pâpeli/pâpilu           | پروانه      |
| dim                      | dim                     | صورت        |
| ârus                     | ârus                    | عروس        |
| šu                       | šu                      | شب          |
| emšu                     | emšu                    | امشب        |
| gu                       | gu                      | گاو         |
| moliče                   | molije/melije           | مورچه       |
| ašnefe                   | ašnufe                  | عطسه        |
| morqâne                  | morqâne                 | تخم مرغ     |
| lik/sikâ/urdek           | sikâ/bili               | اردک        |
| afatu                    | aftu/eftu               | آفتاب       |
| marjom                   | marji                   | عدس         |

### نمونه
هر سال نزدیکا عَید که مِشِه میانِ خانه ما، سَرِ پول بارا خرید رخت و لُباس نو، کَل‌کَل راه مِفتِه.
امسال هم پِزقِه این کَل‌کَل از سر صُبانه زِده شد،
نِمِدانم صُبَت از کُجه به عَید وُ این حرفا رسید که مَمَد درآمِد گفت:
«اِندَفـِه من مُخوام از این شلوار بَگی گوشادها که جُواد دارِه بیگیرم».
جُواد بِچِّه همسادِه مائه که همسِندِ مَمَدِه وُ چیک وُ پیکِ‌شان هم با همدِگِه ئِه.
پییَرِ ما اَم تا این رِ شینید چِشاشِ اَتومتو کرد وُ مَمَدِ گفت:
«خودت از در وُ همسادِه شرم نِمِکُنی مُخوای از اون تُمبانها کَعَینَهو پیژامه مُمانِه پات کنی؟»
سر این یَک موضوع که پییَرِه حق داره،
چون بِچِّه‌ها مَلِّه هم هر دَفِّه جُواد رِ با اون شِلوار مِبینَن مِگَن:
«شِفتِ دینگِلا رِ بیوین چه طور شاب مِزَنه، لَخِّه تُمبان خانوار پاش کرده،
گُمان مُکُنه خَیلی پَک وُ پُز بهم زِدِه،
دُماغِش که مِثِّ دُماغِ ولی بِرِک مُمانه، اینِ رَم مُپوشِه دِگِّه باهاش مو نِمِزَنِه.»